# Písčina u Tuháně
Písčina u Tuháně este o arie protejată (arie specială de conservare — SAC, sit de importanță comunitară — SCI) din Republica Cehă întinsă pe o suprafață de 0,42 ha, integral pe uscat.

## Localizare
Centrul sitului Písčina u Tuháně este situat la coordonatele 50°17′45″N 14°31′16″E / 50.295833°N 14.521111°E.

## Înființare
Situl Písčina u Tuháně a fost declarat sit de importanță comunitară în noiembrie 2009 pentru a proteja un număr necunoscut de specii din flora spontană și fauna sălbatică aflate în arealul zonei. Situl a fost protejat și ca arie specială de conservare în iulie 2012.

## Biodiversitate
Situată în ecoregiunea continentală, aria protejată conține 1 habitat natural: Vegetație psamofilă uscată cu pășuni deschise de Corynephorus și Agrostis.
La baza desemnării sitului se află un număr nedeclarat de specii protejate.